# 昭和四日市石油
昭和四日市石油株式会社（しょうわよっかいちせきゆ、英文社名 SHOWA YOKKAICHI SEKIYU CO., LTD.）は、出光興産グループの石油精製会社である。親会社の出光興産と原油委託精製契約を結び、同社の調達した原油を精製、石油製品を返却している。
本社および拠点の四日市製油所は、三重県四日市市塩浜町1番地にある。四日市製油所は255,000バレル/日の原油精製能力を保有する。

## 沿革
- 1957年（昭和32年）11月 - 昭和石油、シェルグループ、三菱グループの出資で会社設立。
- 1958年（昭和33年）4月 - 四日市製油所操業開始。
- 1985年（昭和60年）1月 - 昭和石油とシェル石油が合併し昭和シェル石油となったことに伴い、筆頭株主が昭和シェル石油となる。
- 2019年（令和元年）7月 - 出光興産が昭和シェル石油の事業を統合したことに伴い、筆頭株主が出光興産となる。